# Nené Manfugás
Nené Manfugás (Guantánamo, mediados del siglo XIX; † ?) fue un músico cubano de ascendencia haitiana, de finales del siglo XIX. Se le atribuye haber introducido el ritmo del son desde el campo a los ambientes urbanos.
También se popularizó como uno de los primeros intérpretes del tres cubano.

## Biografía
De naturaleza aventurera y de vida bohemia, Manfugás se hizo popular en las remotas zonas rurales de Baracoa ubicadas al oriente de la isla de Cuba. Fue cantante de sones e intérprete de "un instrumento rústico de tres cuerdas dobles y una caja de madera llamado tres".
En los carnavales de 1892 en Santiago de Cuba, su forma de interpretar el son impresionó a los habitantes de la ciudad y representó un elemento fundamental en la difusión de este género musical, caracterizado hasta ese momento por su confinamiento en las zonas rurales.